# Кис-Кис (река)
Кис-Кис — река в России, протекает по территории Луусалмского сельского поселения Калевальского района Карелии. Впадает в озеро Среднее Куйто, длина реки составляет 18 км.
В среднем течении Кис-Кис протекает через озёра Большое- и Малое Кис-Кис. Также река имеет левый приток без названия, текущий из озера Большого Пертти. Впадает в озеро Среднее Куйто на высоте 110,1 м над уровнем моря.

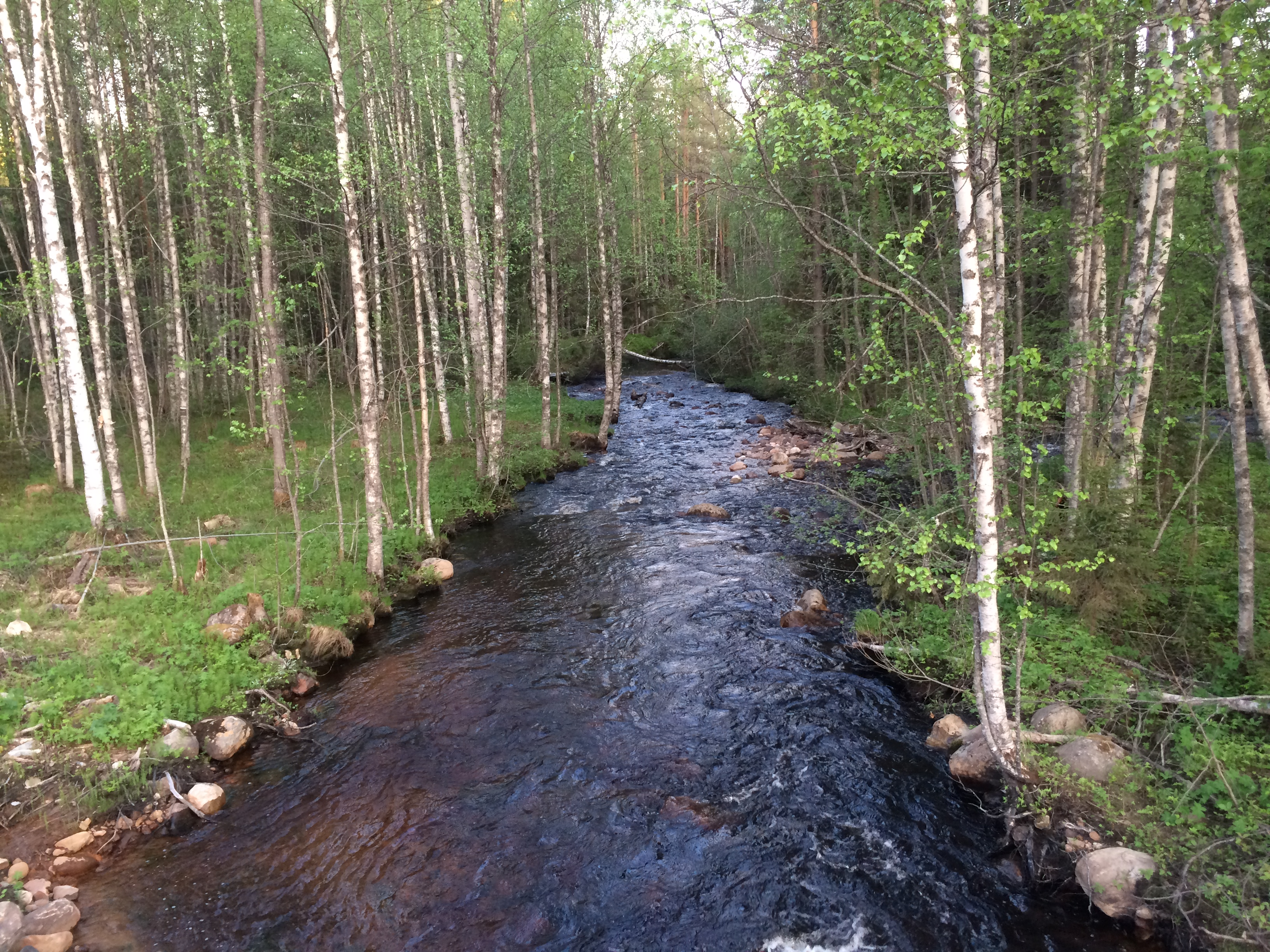
Вид по течению.

## Данные водного реестра
По данным государственного водного реестра России относится к Баренцево-Беломорскому бассейновому округу, водохозяйственный участок реки — Кемь от истока до Юшкозерского гидроузла, включая озёра Верхнее, Среднее и Нижнее Куйто. Речной бассейн реки — бассейны рек Кольского полуострова и Карелии, впадает в Белое море.
Код объекта в государственном водном реестре — 02020000812102000003502.